# Новый Кубияз
Новый Кубияз (баш. Яңы Ҡубыяҙ) — деревня в Петропавловсколм сельсовете Аскинского района Республики Башкортостана России.

## Население
| 2002 | 2009 | 2010 |
| ---- | ---- | ---- |
| 0    | →0   | →0   |

## Географическое положение
Расстояние до:
- районного центра (Аскино): 5 км,
- центра сельсовета (Петропавловка): 12 км,
- ближайшей железнодорожной станции (Куеда): 87 км.